# Боклер
Боклер (фр. Beauclair) насеље је и општина у североисточној Француској у региону Лорена, у департману Меза која припада префектури Верден.
По подацима из 2011. године у општини је живело 86 становника, а густина насељености је износила 17,77 становника/km². Општина се простире на површини од 4,84 km². Налази се на средњој надморској висини од 190 метара (максималној 308 m, а минималној 174 m).

## Демографија
| 1962. | 1968. | 1975. | 1982. | 1990. | 1999. | 2011. |
| ----- | ----- | ----- | ----- | ----- | ----- | ----- |
| 92    | 94    | 75    | 72    | 84    | 85    | 86    |

График промене броја становника у току последњих година